# Alfons Holmgren
Roland Alfons Holmgren, kallad "Fritsla-Holmgren", född 16 februari 1906 i Skephults socken, Älvsborgs län, död 7 februari 2002 i Borås Gustav Adolfs församling,  var en svensk idrottsman (medeldistanslöpare). Hans moderklubb var Fritsla IF, och han kom också att tävla för IF Elfsborg i Borås.
Holmgren vann SM på 1500 m år 1932 och 1933, samt Dicksonpokalen dessa två år.

## Fotnoter
1. 1 2   Svenska Mästerskapen i friidrott 1896-2005. Trångsund: Erik Wiger/TextoGraf Förlag. 2006. ISBN 91-631-9065-6, sid 52
2. ↑   Svenska Mästerskapen i friidrott 1896-2005. Trångsund: Erik Wiger/TextoGraf Förlag. 2006. ISBN 91-631-9065-6, sid 56
3. ↑   ”Jubileumsskrift, Fritsla Idrottsförening, 1920-1935”, 1935, s. 32-33.
4. ↑  Elfsborg ”Friidrottssektionen ”, ”elfsborg.se”, hämtad 30 mars 2013
5. ↑  Diamondleague Stockholm ”Dicksonpokalen” Arkiverad 6 mars 2013 hämtat från the Wayback Machine., ”diamondleague-stockholm.com”, hämtad 30 mars 2013